# EADS/Northrop Grumman KC-45
EADS/Northrop Grumman KC-45 je bil predlagani Leteči tanker/transportno letalo zasnovan na podlagi Airbusa A330 MRTT, slednji sam izhaja iz potniškega Airbusa A330. KC-45 je na ameriškem razpisu "KC-X" izgubil proti Boeingovemu KC-46 Pegasusu. KC-45 je sicer lahko prevažal večjo količino goriva in tovora. 

## Specifikacije
Podatki iz KC-30, Airbus A330
Splošne karakteristike
- Posadka: 3 (pilot, kopilot, operater za prečrpavanje goriva)
- Število sedežev: 226 potnikov
- Dolžina: 192 ft 11 in (58,78 m)
- Razpon kril: 197 ft 10 in (60,28 m)
- Višina: 57 ft 1 in (17,40 m)
- Površina kril: 3892 ft² (361,6 m²)
- Teža praznega letala: 265 657 lb (120 500 kg)
- Uporaben tovor: Tovor (negorivni): 104 000 lb (47 200 kg)
- Maks. vzletna teža: 507 063 lb (230 000 kg*)
- Pogon letala: 2 × General Electric CF6-80E1A4B turbofan, 72000 lbf (316 kN) vsak
- Maks. kapaciteta goriva: 111 000 kg
- Tovor:  32 palet

 Zmogljivost 
- Maks. hitrost: 475 vozlov, 547 mph (880 km/h)
- Potovalna hitrost: 464 vozlov, 534 mph (860 km/h)
- Doseg: 6750 nmi, 7770 milj (12500 km)
- Višina leta: 41000 ft (12500 m*)
- Obremenitev kril: < ()